# Halta Dodești, Vaslui
Halta Dodești este un sat în comuna Viișoara din județul Vaslui, Moldova, România. Se află în partea de est a județului, în Dealurile Fălciului, în apropierea văii Bârladului, într-o zonă mlăștinoasă. La recensământul din 2002 avea o populație de 265 locuitori, grupați în 99 de gospodării.
Suprafața intravilanului este de 35.64 ha.
Principala activitate din localitate este agricultura; prin intermediul unor lucrări specifice, terenul neproductiv a fost redat acestei ramuri. Stație de cale ferată pe ruta Vaslui - Bârlad. Școala cu clasele I-IV din localitate datează din anul 1979.